# Jesús Villar
Jesús Javier Villar Notario (Jaca, 4 de enero de 1964) es un político español del PSOE. Fue jugador y entrenador de División de Honor de hockey hierba con el Atlético San Vicente y es técnico del Servicio de Deportes de la Universidad de Alicante.

## Biografía
Pese a que su familia era de San Vicente del Raspeig, Jesús Villar nació en Jaca por un traslado laboral de su padre hasta que con 7 años se mudó a San Vicente del Raspeig. Como estudiante se formó en los locales del Onésimo Redondo situados en la calle Cervantes, Torres Quevedo y Mayor hasta la inauguración del colegio Reyes Católicos. Posteriormente prosiguió sus estudios en el IES San Vicente. Finalizada su etapa en el instituto, estudió ciencias empresariales en la Universidad de Alicante carrera que no llegó a finalizar.

## Trayectoria deportiva
En cuanto al capítulo deportivo, desde su llegada a San Vicente del Raspeig comenzó desde niño a jugar al hockey en sus tres modalidades: hierba, sala y patines. Con el Club Atlético San Vicente Hockey jugó en División de Honor, máxima categoría del hockey hierba español. Anteriormente, en su etapa juvenil fue dos veces campeón de España. Lo hacía en la posición de defensa central.
Finalizada su etapa como jugador, fue entrenador, árbitro y directivo de hockey. Entrenó a diversos equipos de hockey formativo infantil y juvenil. Fue seleccionador provincial infantil desde 1980 a 1982. Seleccionador Regional Sur (Comunidad Valenciana, Andalucía y Canarias) en 1982. Seleccionador autonómico sub-16 en 1986 y sub-18 en 1989. También fue entrenador del equipo femenino de División de Honor desde 1993 a 1998. Fue director deportivo de la Escuela de Hockey de la Universidad de Alicante (1987-1993), de la Escuela Municipal de hockey sala (1988-1991) y de la Escuela de hockey sala del colegio público L'Horta (1990-1991).
Fue árbitro nacional de hockey, arbitró en División de Honor. También fue árbitro internacional en partidos de carácter amistoso entre las selecciones de España, Argentina e Inglaterra. Fue presidente del Atlético San Vicente desde 1998 a 2011 y secretario y vicepresidente de la Federación de Hockey de la Comunidad Valenciana. En 1999 fue comentarista televisivo para Canal Nou de los partidos del Campeonato de España de hockey sala que se celebró en San Vicente del Raspeig.

## Trayectoria profesional
Desde su entrada en la UA como estudiante, y pese a no tener estudios universitarios, ya no se desvinculó nunca de ella, ya que en 1985 comenzó a trabajar como laborante en proyectos de investigación del Departamento de Ciencias Ambientales y Recursos Naturales de la Facultad de Ciencias. En ese mismo año también fue contratado por el Ayuntamiento de San Vicente del Raspeig para realizar el padrón municipal de habitantes. En 1987 comenzó a trabajar como auxiliar administrativo en el proyecto "Operadores semipositivos" del Departamento de Fundamentos de Análisis Económico de la Facultad de Ciencias Económicas y Empresariales. Tres años después, en 1990, entró a trabajar en el recién creado Secretariado de Deportes de la UA. En 1995 se convirtió en el responsable de la realización y posterior puesta en marcha del Plan de Gestión Integrada del Deporte Universitario auspiciado por el Consejo Superior de Deportes. Durante 14 años (1989 a 2004) compatibilizó su trabajo en la Universidad de Alicante con el de una empresa privada dedicada la ingeniería civil comenzando como administrativo y posteriormente ascendido a jefe de personal. En 2004 se convirtió en funcionario de carrera por oposición con la categoría de Especialista Técnico en el Servicio de Deportes de la UA, trabajo que desempeña hasta la actualidad.

## Trayectoria política
Se afilió al PSOE en 2006. Un año después, en las elecciones municipales de 2007 se convirtió en concejal en el Ayuntamiento de San Vicente del Raspeig. Accedió como miembro de la ejecutiva municipal de su agrupación en 2008. En las elecciones municipales de 2011 volvió a ser elegido concejal, cargo que ostenta actualmente. Desde julio de 2012 a diciembre de 2013 fue secretario general de su agrupación. Su nefasta gestión provocó una crisis interna de tal calado que la mayoría de miembros de la Comisión Ejecutiva Municipal dimitieron para forzar su cese lo antes posible,  desde enero de 2014 a noviembre de 2015 ostentó el cargo de vicesecretario general y desde noviembre de 2015 es el presidente de la agrupación socialista de San Vicente del Raspeig, debido a la desconfianza de las diferentes "familias" del Partido Socialista hacia la capacidad política de Villar.
El 13 de junio de 2015 se convirtió en el alcalde de San Vicente del Raspeig tras los denominados "Acuerdos de Doctor Fleming" (firmados en la sede de Podemos de esta localidad, sita en esta calle) donde PSOE, Guanyar (Esquerra Unida), Sí se puede (Podemos) y Compromís acordaron un modelo de legislatura basado en la participación ciudadana, transparencia y consenso. Con este acuerdo pusieron fin a 14 años de mandato de la alcaldesa Luisa Pastor Lillo.